# Rudolph Valentino
Rudolph Valentino, původním jménem Rodolfo Alfonso Raffaello Pierre Filibert Guglielmi di Valentina d'Antonguolla (6. května 1895, Castellaneta – 23. srpna 1926, New York) byl italsko-americký filmový herec, hvězda 20. let 20. století, nejslavnější milovník němé éry. Byl prvním představitelem typu romantického a vášnivého milovníka exotického vzhledu (latino lover) s uhrančivým pohledem velkých tmavých očí, prototypem ženami zbožňovaného hrdiny filmového plátna. Jeho krátkou kariéru ukončila předčasná smrt, která kolem něho vytvořila legendu.

## Život
Jeho otec byl veterinářem a jako bývalý důstojník italské armády si přál, aby se syn stal také vojákem. Rudolph však ze zdravotních důvodů před odvodovou komisí neuspěl a šel studovat na zemědělskou školu do Janova. 
Z rodné Itálie odjel roku 1912 do Paříže, kde se plánoval živit jako tanečník. Neuspěl však a vrátil se do Itálie. Protože ani zde nemohl najít práci, roku 1913 odjel do New Yorku. Zpočátku se živil jako přístavní dělník, zahradník, myč nádobí či poslíček. Večer vystupoval v nočních klubech jako tanečník tanga a svými výkony a exotickým vzhledem upoutával pozornost dámského publika. V roce 1917 se připojil ke kočovné divadelní společnosti, se kterou odjel na turné na západ. Po jejím rozpadu zůstal v Los Angeles, kde pokračoval v taneční kariéře a zároveň hledal uplatnění ve filmu. Na jaře roku 1918 dostal první příležitost v komparzu ve filmu Alimony a postupně získával menší role, většinou tuláků, gangsterů a podvodníků, k čemuž ho předurčoval jeho vzhled. V roce 1919 vzbudil pozornost filmových tvůrců v dramatu Oči mládí, v němž vystupoval již pod jménem Rudolph (Rudolfo) Valentino. 
V listopadu 1919 se Valentino impulzivně oženil s herečkou Jean Ackerovou . Vzali se po dvouměsíční známosti a jejich manželství údajně nebylo nikdy naplněno. V roce 1921 podala Ackerová žádost o rozvod.
Průlom v jeho kariéře nastal roku 1921, kdy dostal roli ve válečném filmu společnosti Metro Pictures The Four Horsemen of the Apocalypse (Čtyři příšerní jezdci apokalypsy). Film měl obrovský komerční úspěch a Valentino se stal přes noc velkou hvězdou. Při natáčení dalšího filmu se Valentino seznámil s kostýmní výtvarnicí, scénografkou a příležitostnou herečkou Natachou Rambovou (vlastním jménem Winifred Shaughnessyová), která se později stala jeho druhou manželkou. Se společností Metro Pictures natočil Valentino během jednoho roku celkem čtyři filmy, nebyl však spokojen s výší honorářů i svým postavením, a proto odešel.

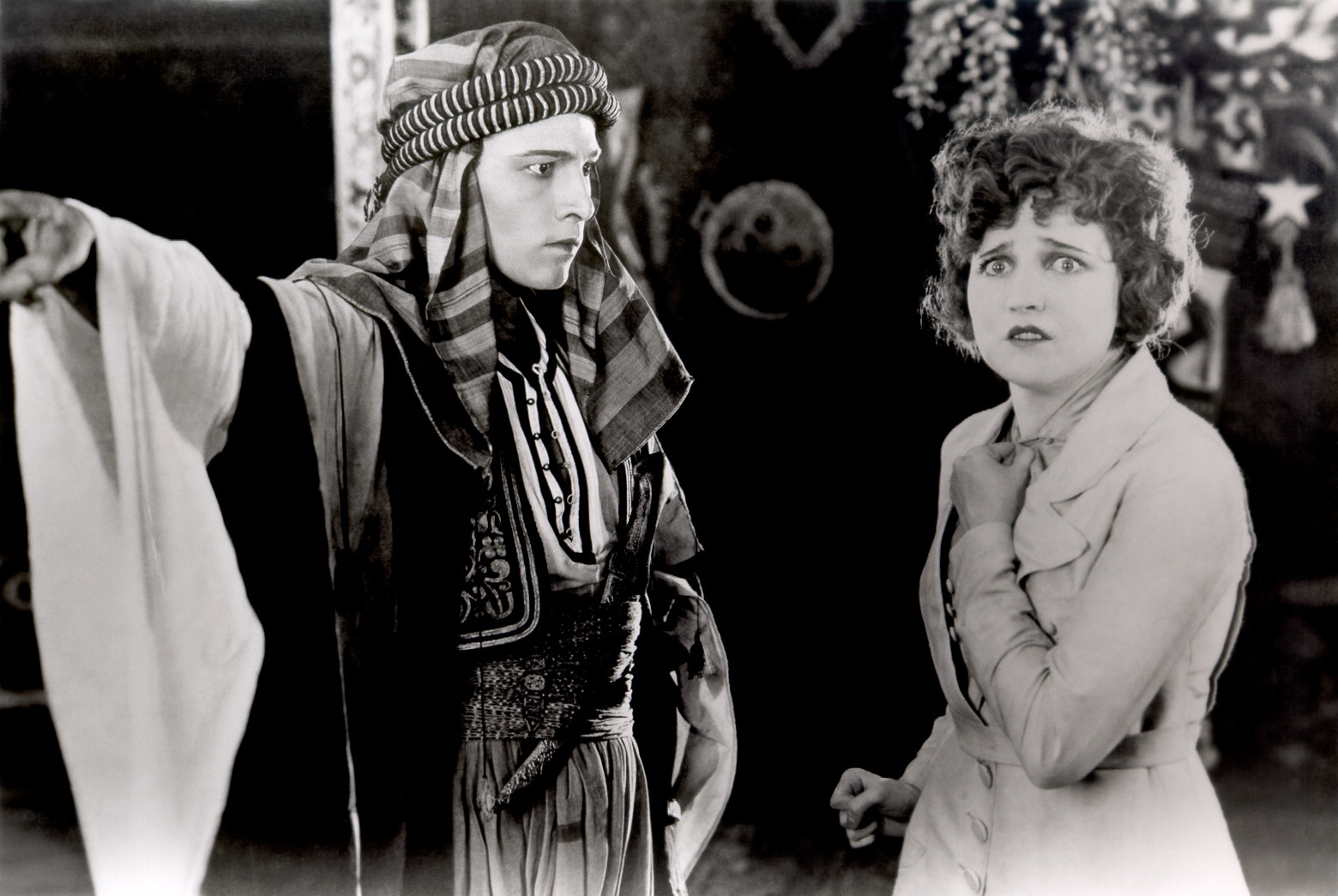
Rudolph Valentino a Agnes Ayresová ve filmu Šejk (1921)

Podepsal novou smlouvu se společností Famous Players–Lasky, předchůdkyní dnešního studia Paramount Pictures. V krátké době tam Valentino natočil pět filmů, z nichž největšího úspěchu dosáhl snímek The Sheik (Šejk) z roku 1921. Valentino se stal prvním mužským filmovým sex symbolem. Díky filmům jako Blood and Sand (Krev a písek), ve kterém hrál hlavní roli toreadora Gallarda, jeho sláva rychle stoupala. Po dokončení filmu se oženil s Natachou Rambovou. Sňatek uzavřeli v Mexiku, ale nečekali, až uplyne zákonná lhůta od rozvodu s první manželkou. Poté, co se pár vrátil do Spojených států, byl Valentino obviněn z bigamie. Následující období Valentino věnoval soudním sporům a tahanicemi se studiem Famous Players. Jejich výsledkem bylo, že Valentino nesměl pracovat jako herec u jiných společností, ale mohl přijímat jiná zaměstnání.

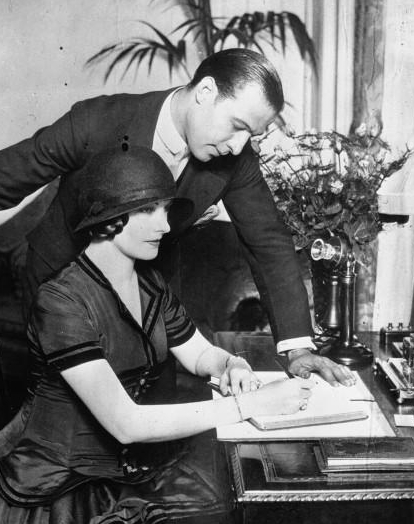
Valentino a Rambová (1923)

V roce 1923 Valentino absolvoval úspěšné turné po 88 městech Spojených států a Kanady s tanečním souborem Mineralava, podílel se na propagaci kosmetických výrobků této značky a zúčastnil se jako porotce soutěží krásy. Vydal knihu poezie s názvem Day Dreams (Denní sny), v časopisech byly vydávány na pokračování články o jeho životě a udržování kondice.
K natáčení se vrátil až v roce 1924, kdy ve studiu Famous Players natočil poslední filmy Monsieur Beaucaire a A Sainted Devil (Posvěcený ďábel). Po splnění svých předchozích závazků Valentino uzavřel novou smlouvu se společností United Artists. Zde dokončil dva filmy: historické drama The Eagle (Černý orel) a The Son of the Sheik (Šejkův syn), pokračování Šejka, v němž hrál dvojroli otce a syna. V roce 1925 se rozvedl a navázal nový vztah s herečkou Polou Negri.
Jako jedna z prvních osobností v Hollywoodu inicioval udělení cen za umělecké úspěchy ve filmu. Medaili Rudolpha Valentina schvalovali kromě něho ještě dva porotci a 75 kritiků. Jako jedinou ji v roce 1925 získal John Barrymore za výkon ve filmu Beau Brummel.
Zemřel v jednatřiceti letech na zánět pobřišnice (peritonitidu) po operaci slepého střeva a žaludku. Jeho pohřeb se stal mimořádnou událostí, ulice Manhattanu lemovalo až 100 000 lidí, kteří propadli masové hysterii. Valentinův pohřeb bývá uváděn jako typický příklad tohoto jevu. Nepokoje před pohřebním sálem musela rozhánět newyorská policie. K výstřelkům došlo i během obřadu, polská herečka Pola Negri dostala hysterický záchvat, když stála u jeho rakve. Smuteční vlak s jeho ostatky při převozu do Kalifornie provázely davy lidí a zasypávaly ho růžemi. Druhý pohřeb se konal v kostele Good Shepherd v Beverly Hills. Pohřben je na hřbitově Hollywood Forever. V průběhu let se vytvořila legenda o ženě v černém, která ve výročí Valentinovy smrti nosí na jeho hrob rudou růži.
Jeho poslední snímek The Son of the Sheik (Šejkův syn) přišel do kin až po jeho smrti. Od roku 1921, kdy dostal svou první hlavní roli, natočil do své smrti devatenáct filmů, většinou dobrodružného žánru s milostnou zápletkou. Valentino v nich hrál krásného a elegantního muže, který musí překonat mnohá dobrodružství, aby svou milovanou dívku získal. Pouze dva filmy, Čtyři příšerní jezdci a Krev a písek, skončily smrtí jeho postavy. Muži obdivovali jeho odvahu a chtěli se mu podobat, ženy ho zbožňovaly. Sláva, bohatství a extravagantní životní styl mu přinesly také řadu nepřátel. Vyskytly se pomluvy o jeho sexuální orientaci, vysmívali se jeho přehnané péči o fyzický vzhled i jeho veršům. 